# 게오르그 솔티

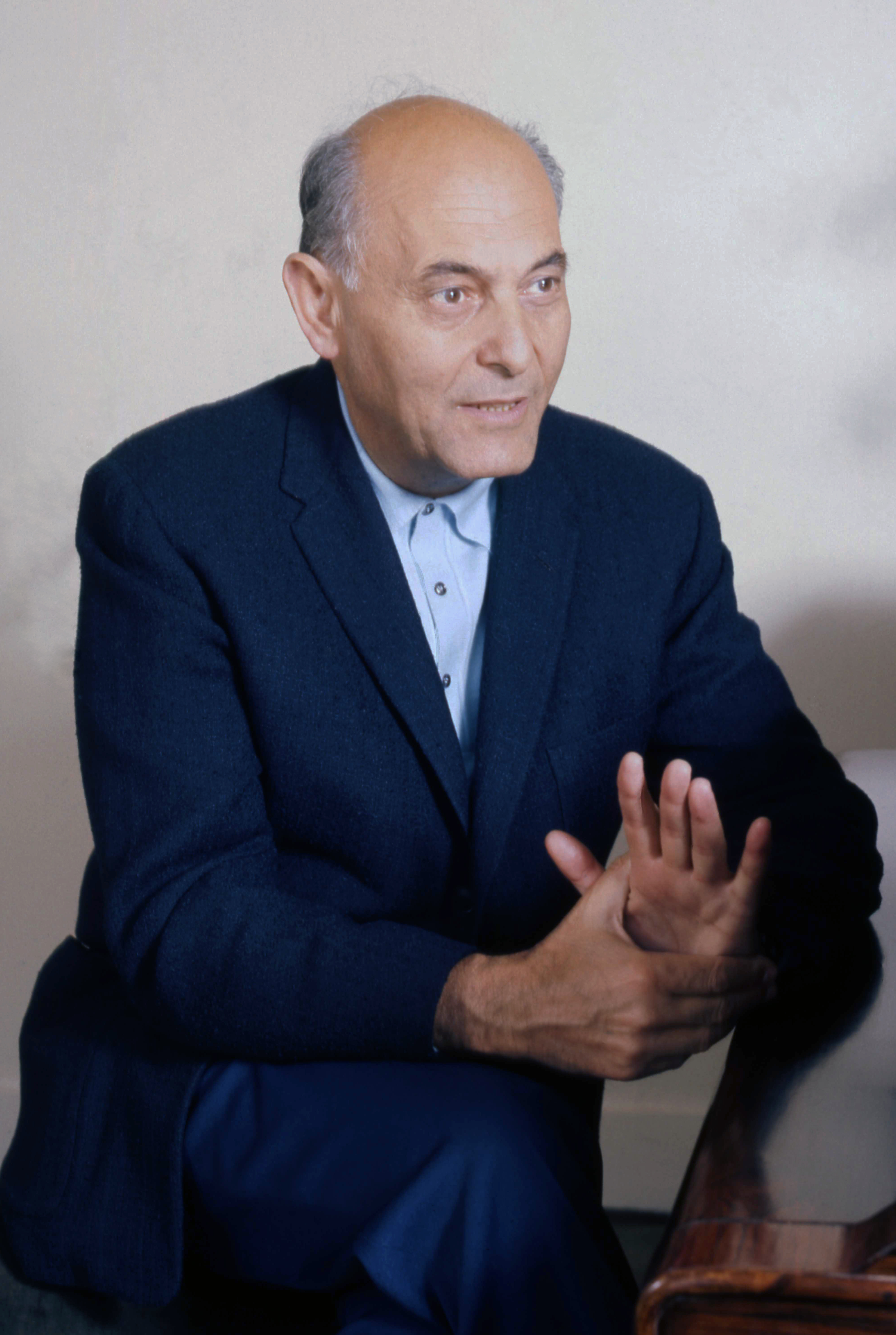
게오르그 솔티 (1975년)

게오르그 솔티(영어: Georg Solti, 영어 발음: /ˈdʒɔrdʒ ˈʃɒlti/, 1912년 10월 21일 ~ 1997년 9월 5일)은 헝가리 출신의 지휘자이다. 헝가리인으로서 썼던 이름은 슈테른 죄르지(헝가리어: Stern György)이다. 헝가리가 공산화된 후 서독, 영국, 미국 등 서방에서 활동했으며, 서독(1953년)과 영국(1972년) 시민권을 취득했다.
그래미 어워드를 총 31회받아, 그래미 역대 최다 수상자로 기록되어 있다.

## 이력
- 1938년 - 오페라 《피가로의 결혼》 지휘로 데뷔
- 1969년 ~ 1991년 - 시카고 심포니 오케스트라 상임 지휘자
- 1972년 ~ 1975년 - 파리 관현악단 상임 지휘자
- 1979년 ~ 1983년 - 런던 필하모닉 오케스트라 상임 지휘자

## 수상
- 1992년 레오니 소닝 음악상(Léonie Sonning Music Prize)
- 1996년 그래미 어워드 평생공로상

## 서훈
숄티는 1971년 헝가리인으로서 대영 제국 훈장 명예 2등급(honorary KBE, 외국인대상 정원외)을 받았다.
1972년 숄티는 영국 시민권을 등록했는데, 1971년 받았던 명예 훈장의 등급이 2등급이었기 때문에 숄티에게는 시민권 등록 시점부터 '경(Sir)' 칭호가 이름 앞에 붙게 되었다.

### 내용주
1. ↑  평생공로상 포함
2. ↑  영국 연방 시민권이 없던 외국인이 영국 연방 시민권을 등록하면 시민권이 없었을 때 받았던 명예 훈장이 정식 훈장(substantive)으로 전환되고, 그 훈장의 등급이 1등급이나 2등급일 경우는 기사 칭호(Sir / Dame)도 쓸 수 있다.

### 참조주
1. ↑  “Georg Solti”. 《그래미 어워드》 (영어).